# ププレひまわり
株式会社ププレひまわりは、広島県福山市に本社を置くドラッグストアチェーン。ウエルシアホールディングスの子会社。本社がある広島県備後地区をはじめ、岡山県・兵庫県・愛媛県・島根県・鳥取県・香川県・徳島県に出店している。
ププレとは、フランス語で、"あなたのために"を表す「pour」と、"あなたのそばで"をあらわす「pres」の造語で、地域密着を掲げている同社の旗幟を表しているものである。

## 概要
「スーパードラッグひまわり」と「Pupule」を展開する。桃色の店舗外観と橙色の店内が特徴的。2021年12月1日付でウエルシアホールディングスの子会社となり、公式サイトに「ウエルシアグループ」の表記が入り、店舗の看板にも「Welcia」のロゴが入った。
以前はドラッグストア単体での出店が多かったが、近年は、同じ福山市に本社があるエブリイが運営するスーパーや、同じく福山市に本店を構えるハローズの食品売り場と同じ建物の中や駐車場内に別店舗を建てて出店するパターンの二通りが多く見られ、エブリイやハローズが開店するとひまわりも開店しているという形態が散見される。
ひまわりが単独で食品売り場を併設している店のうち、広島県・岡山県の一部店舗は神戸物産の小売店「業務スーパー」のフランチャイズ店となっていたが（エリアフランチャイジーではない模様）、ウエルシアグループへの参加に伴い、2021年11月でフランチャイズ関係を解消している。なお、ひまわりの撤退により広島県・岡山県下の「業務スーパー」及び神戸物産・業務スーパーブランド商品の販売はエブリイの独占となり、同社もテレビCM等で強調している（エブリイは他に香川県を含めた3県の「業務スーパー」エリアフランチャイジーとなっている）。
ポイントサービスはプリペイド機能一体型の「ひまわりカードPlus」が継続されていたが、新規入会とチャージ入金の受付が2023年8月20日、利用は同年10月31日をもって順次終了した。利用終了に伴い、2024年1月31日まではチャージ残高の払戻し（後日振込によって払戻しが行われるため、手続きを行うには通帳やキャッシュカードなど振込先が分かるものが必要）と値引き券の発行によるポイント残高の払出しが行われている。2023年11月1日からは「ひまわりカードPlus」に替わり、ウエルシアグループ共通で導入されているTポイントとWAON POINTが同時に導入された（導入に先立ち、Tカード(店舗により「Welcia」と「スーパードラッグひまわり」ロゴが併記されたオリジナル仕様か、ウエルシアグループ各社のロゴが入った仕様のいずれか)とウエルシアメンバーWAON POINTカードの事前入会及びグループ会社のイオンフィナンシャルサービスが扱うクレジットカード「ウエルシアカード」の新規入会受付が同年9月15日より開始している）。
プライベートブランドについては先行してトップバリュ・ハピコム・からだWelcia / くらしWelcia商品も一部取り扱われるようになったが、日本ドラッグチェーン会（NID）にも引き続き加盟し、NIDの商品も継続して取り扱っている。
2023年4月からは店員の制服がウエルシア薬局と同一のものになっている。
WAON POINTについて、月曜日と土曜日はひまわりは4倍デーだが、ひまわり出店地域のウエルシア名義の店舗や金光薬品等のひまわりよりも前からウエルシアグループの店舗は2倍デーの為注意が必要である。

## 沿革
- 1978年：広島県福山市で「ひまわり薬局」創業。
- 1983年：有限会社に改組。
- 1995年：株式会社に改組。ププレひまわりに社名を変更。
- 2001年：岡山県進出。
- 2009年：兵庫県進出。
- 2015年12月23日：愛媛県進出（スーパードラッグひまわり中寺店（今治市）[注釈 2]）。
- 2016年10月7日：島根県進出（スーパードラッグひまわり姫原店（出雲市））。
- 2017年6月10日：鳥取県進出（スーパードラッグひまわり河崎店（米子市）[注釈 3]）[2]。
- 2017年7月15日：香川県進出（スーパードラッグひまわり多肥上店（高松市））[3]。
- 2021年12月1日：ウエルシアホールディングス株式会社との資本業務提携により、同社の子会社となり、ウエルシアグループの一員となる[4]。

## 店舗
広島県ではツルハグループドラッグ&ファーマシー西日本が運営する「ウォンツ」に次いで店舗が多い。2016年現在の店舗数は99。福山市に24店舗を持つほか、岡山県に進出している。

### 店舗数
2024年7月現在の店舗数は132店舗ある。地域ごとの店舗数は以下の通り。
- 広島県 - 67店舗
- 岡山県 - 30店舗
- 島根県 - 3店舗
- 鳥取県 - 2店舗
- 兵庫県 - 6店舗
- 香川県 - 7店舗
- 愛媛県 - 16店舗
- 徳島県 - 1店舗[5]

岡山県南部では地元資本のザグザグ、マツモトキヨシ中四国販売、さらには九州のコスモス薬品や関東のココカラファイン ヘルスケア、愛媛県に本社のあるレデイ薬局などと競合しており、ドラッグストア激戦区となっている。